# Silvia Rampazzo
Silvia Rampazzo (Venezia, 19 gennaio 1980) è una fondista di corsa in montagna e skyrunner italiana.

## Biografia
Nel 2017 ha vinto il World Long Distance Mountain Running Championships.
Ha vinto quattro titoli al Campionato italiano skyrunning:
- SkyRace: 2016[2], 2019[3]
- SkyMarathon: 2016[4]
- UltraMarathon: 2014